# 影森町
影森町（かげもりまち）は、1958年（昭和33年）まで埼玉県の西部、秩父郡に属していた町である。

## 地理
- 河川：荒川、橋立川、浦山川

## 歴史
- 1889年（明治22年）4月1日 - 町村制施行により、上影森村、下影森村が合併し秩父郡影森村が成立する[1]。旧村は影森村の大字となる。
- 1917年（大正6年）9月27日 - 秩父鉄道秩父本線秩父 - 影森間が開業され、地内に影森駅が開設される。
- 1956年（昭和31年）9月30日 - 浦山村を編入、町制施行し影森町となる[2][1]。
- 1958年（昭和33年）5月31日 - 秩父市へ編入され消滅[2]。
- 村名の由来は、地内の森林が武甲山の山影になる場所であることから[1]。

## 関連文献
- 「上影森村」『新編武蔵風土記稿』 巻ノ256秩父郡ノ11、内務省地理局、1884年6月。NDLJP:764014/4。
- 「下影森村」『新編武蔵風土記稿』 巻ノ256秩父郡ノ11、内務省地理局、1884年6月。NDLJP:764014/6。